# Power over Ethernet

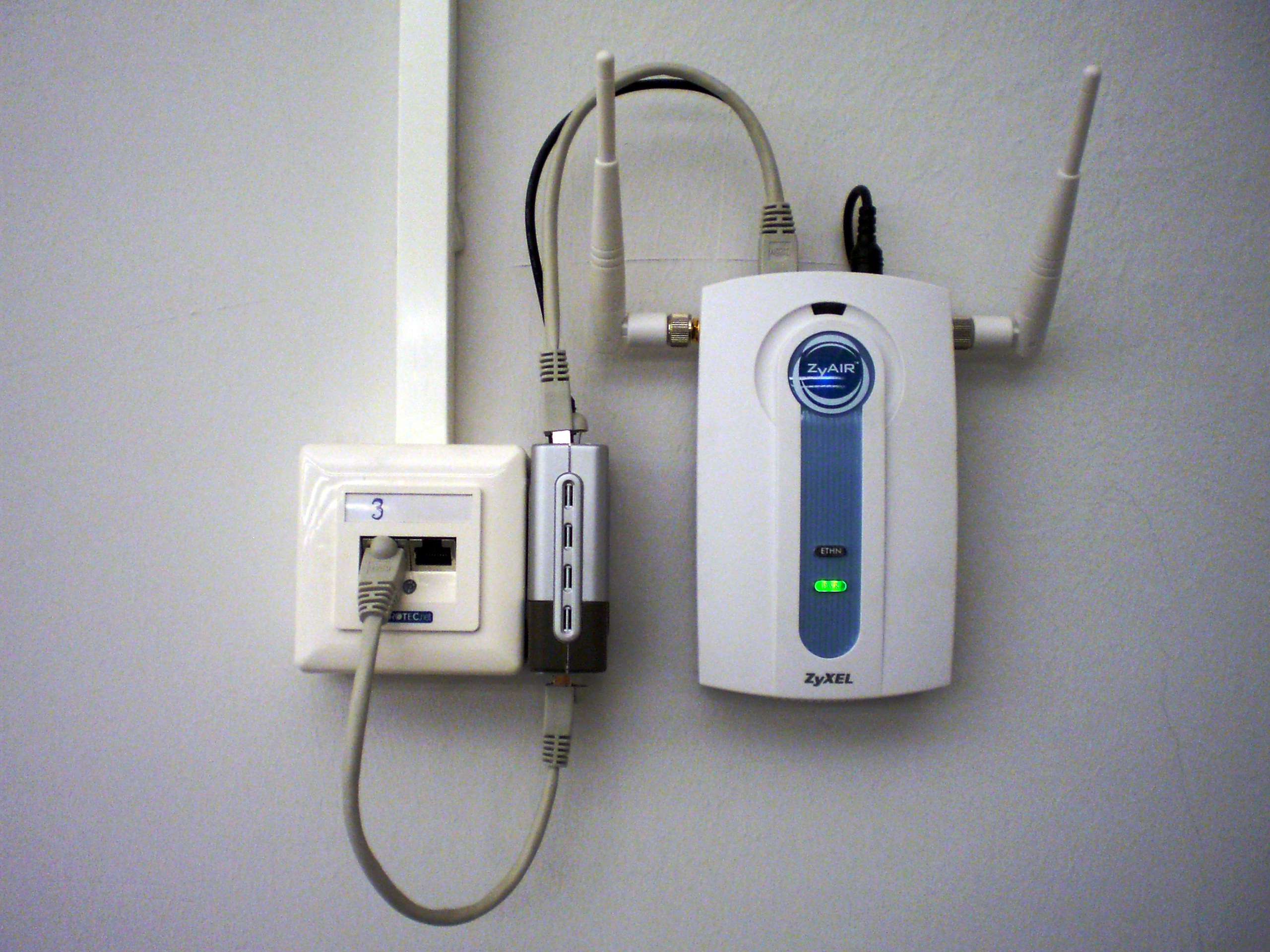
PoE-Beispielanwendung: Ein einziges Ethernet-Kabel geht in den PoE-Splitter, welcher die Signale aufteilt in Datenleitung (graues Kabel) und Stromversorgung (schwarzes Kabel) für den Wireless Access-Point.

Unter der Bezeichnung englisch Power over Ethernet, abgekürzt PoE, werden Verfahren bezeichnet, bei denen Geräte mit Ethernet-Anschluss über das achtadrige Ethernet-Kabel mit elektrischer Energie für den Betrieb versorgt werden können. Ein zusätzliches lokales Netzteil für die Stromversorgung ist damit nicht mehr notwendig. Neben den durch IEEE 802.3 standardisierten, jeweils abwärtskompatiblen Varianten von PoE existieren einige proprietäre Verfahren sowie einfache, passive Varianten.

## Allgemeines
Hauptvorteil von PoE ist, dass man ein Stromversorgungskabel einsparen kann und so auch an schwer zugänglichen Stellen oder in Bereichen, in denen viele Kabel stören würden, über Ethernet angebundene Peripheriegeräte betreiben kann. Die Stromversorgung zum Gerät muss nicht separat mit einem Stromkabel und Netzgerät zugeführt oder mit einer Batterie gelöst werden. Das Gerät bezieht die Energie stattdessen über die Verkabelung, welche an sich für die Datenübertragung vorgesehen ist und in bestimmten Grenzen auch zur Stromversorgung genutzt werden kann. Dazu muss – meist an zentraler Stelle, im Netzwerkverteiler – neben den Datensignalen zusätzlich elektrische Energie in geeigneter Weise in die Datenleitung eingespeist werden. Somit lassen sich einerseits zum Teil Installationskosten einsparen. Andererseits kann der damit einfach zu realisierende Einsatz einer zentralen unterbrechungsfreien Stromversorgung (USV) die Ausfallsicherheit der angeschlossenen Geräte erhöhen.
Da die elektrische Leistung, welche über Datenkabel übertragen werden kann, prinzipbedingt limitiert ist, wird PoE nur von Netzwerkgeräten genutzt, die wenig Leistung benötigen. Beispiele solcher Geräte sind IP-Telefone, kleine Hubs, Kameras, kleine Server oder auch funkbasierende Geräte wie Wireless Access Points (Zugangspunkte zu WLANs) oder Bluetooth-Geräte.
Die zusätzliche elektrische Energieübertragung für die Stromversorgung resultiert durch den Widerstand der Leitungsdrähte in Übertragungsverluste, welche mehr Wärme im Kabel ergeben. Wärmere Kabel dämpfen die Datenübertragung mehr als zuvor. Das kann dazu führen, dass nicht mehr genug Signal zum Empfänger gelangt und die Datenübertragung über das Ethernet-Kabel unmöglich wird. Bei der Planung einer neuen, PoE-tauglichen LAN-Verkabelung muss dieser Effekt berücksichtigt werden. Die maximale Übertragungslänge muss den Temperaturbedingungen angepasst und verkürzt werden.
Die relevanten Normentwürfe ISO/IEC TR 29125 und Cenelec EN 50174-99-1 beschreiben, mit welchem Temperaturanstieg im Kabelbündel bei Anwendung von PoE zu rechnen ist. Dabei wird zwischen zwei Anteilen unterschieden:
1. Erwärmung vom Inneren eines Bündels bis zur Außenseite
2. Erwärmung des gesamten Kabelbündels von der Außenseite bis zur Umgebungstemperatur.

Der zweite Anteil hängt vor allem von den Einbaubedingungen des Kabelbündels ab. Der Temperaturanstieg innerhalb des Kabelbündels hängt dagegen ausschließlich von der Kabelkonstruktion ab. Bei geschirmten Kabeln hilft das Metall des Schirms, die Wärme aus dem Bündelinneren nach außen zu transportieren. Bei einem typischen U/UTP-Kabel steigt die PoE-bedingte Erwärmung um den Faktor 5, während ein geschirmtes Kabel konstruktionsabhängig einen Faktor von 2,5 bis 3 aufweist. In einem Bündel mit U/UTP-Kabeln entsteht eine zweimal größere Temperaturerhöhung als bei einem vergleichbaren Bündel mit S/FTP-Kabeln.
Bei der Auslegung von Netzwerken für PoE-Anwendungen ist daher der von der Länge der Twisted-Pair-Kabel abhängige Spannungsabfall (auch als Spannungsfall bezeichnet) zu berücksichtigen. Kabel mit größerem Leitungsquerschnitt sind aufgrund der kleineren Widerstände von Vorteil. Die Kodierung der Leiterquerschnitte erfolgt i. d. R. durch eine Bezeichnung gemäß American Wire Gauge (AWG) auf den Netzwerkkabeln. Übliche Werte sind – je nach Kategorie:
- Cat 5/5e: AWG 24 (das entspricht ⌀ 0,51 mm bzw. einer Querschnittsfläche von 0,21 mm²)
- Cat 6A/6A: AWG 23 (das entspricht ⌀ 0,57 mm bzw. einer Querschnittsfläche von 0,26 mm²)
- Cat 7/7A: AWG 22 (das entspricht ⌀ 0,64 mm bzw. einer Querschnittsfläche von 0,33 mm²)

Hieraus lässt sich der Spannungsabfall entlang der Leitung berechnen.
Die Leitungsverluste spielen insbesondere im Hinblick auf eine effiziente Stromversorgung der angeschlossenen Kleingeräte eine Rolle. Eine Schweizer Studie kam 2005 zu dem Schluss, dass PoE bei Leistungen bis etwa 8 W bis 9 W die energetisch günstigere Lösung im Vergleich zu dezentralen Schaltnetzteilen darstellt. Je kürzer die Übertragungslänge ist, desto effizienter ist die PoE-Lösung, denn die Kabelverluste dominieren.

## IEEE-Spezifikationen

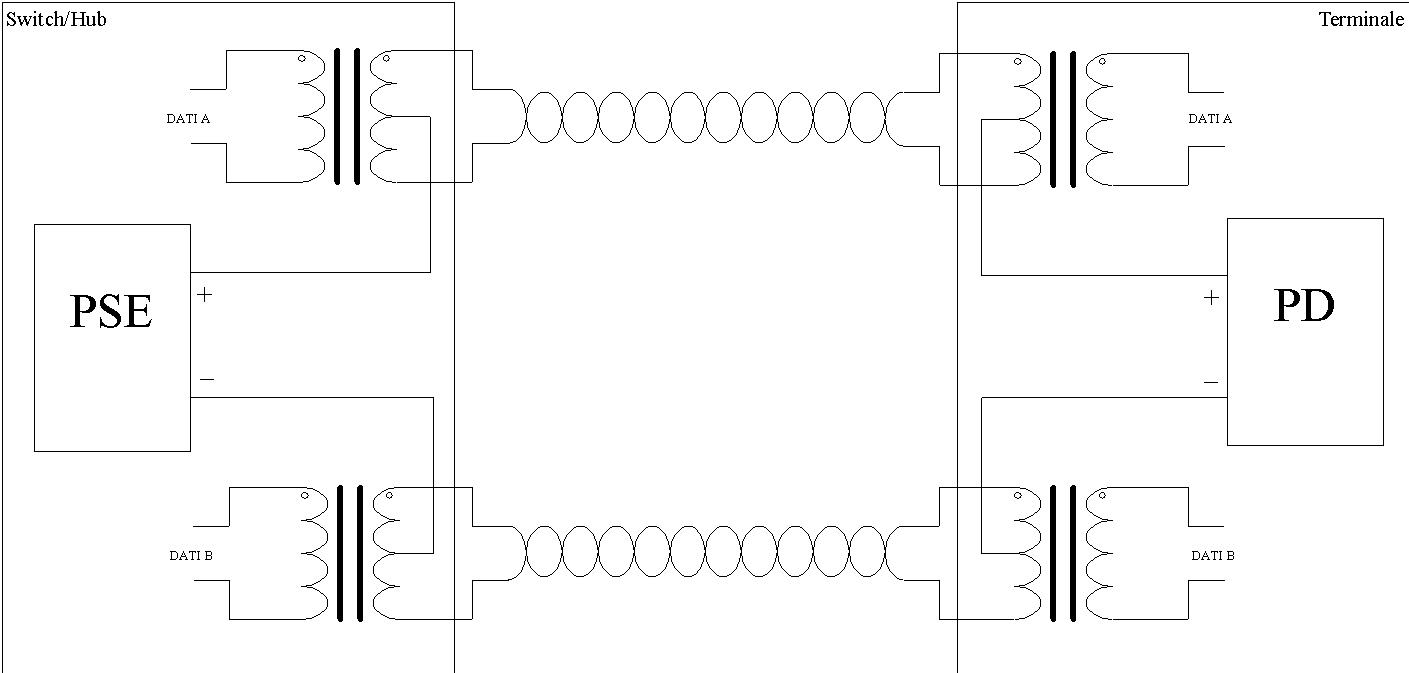
Schaltungschema der elektrischen Stromversorgung im Rahmen der IEEE 802.3at

Im engeren Sinne wird heute mit PoE einer der IEEE-Standards 802.3 gemeint. Zuerst wurde im Juni 2003 Clause 33 „DTE Power over MDI“ in IEEE 802.3af-2003 mit bis zu 12,95 W am Gerät verabschiedet. Dieser wurde zuerst durch IEEE 802.3at-2009 leistungsmäßig erweitert – vor der Standardisierung auch als PoE+ oder PoE plus bekannt –, der die maximale Leistungsabgabe auf 25,5 W erhöhte. Schließlich folgte IEEE 802.3bt-2018 Clause 145 „Power over Ethernet“ (auch 4PPoE) mit nunmehr bis zu 71,3 Watt, der gleichzeitigen Übertragung von Energie über alle vier Leitungspaare und der Erweiterung auf 2.5GBASE-T, 5GBASE-T und 10GBASE-T.
Vor den IEEE-802.3-Varianten gab es bereits einige herstellerspezifische Implementierungen, die ebenfalls unter der Bezeichnung Power over Ethernet gehandelt wurden. Außerdem gibt es weiterhin proprietäre Varianten.
Der Standard unterteilt die beteiligten Geräte in Energieversorger (Power Sourcing Equipment, PSE) und -verbraucher (Powered Devices, PD). Die Versorgungsspannung beträgt 48 V, die maximale Stromaufnahme der Endgeräte 350 mA (802.3af, Typ 1) bzw. 600 mA (802.3at, Typ 2) im Dauerbetrieb (kurzzeitig sind beim Einschalten 400 mA erlaubt). Die maximale Leistungsabgabe beträgt 15,4 Watt. Der af-Standard geht davon aus, dass nach Leitungsverlusten 12,95 Watt nutzbare Leistung übrig bleiben bzw. aufgenommen werden dürfen, um die maximale Leistungsabgabe nicht zu überschreiten. Zur Energieübertragung werden häufig die bei 10BASE-T und 100BASE-TX freien Adernpaare im Ethernetkabel verwendet. Wenn dies nicht möglich ist (weil z. B. ISDN über die Leitung geführt ist oder bei Gigabit-Ethernet), können auch die signalführenden Adern genutzt werden. Die mittels Übertrager entkoppelten Datenleitungen sind ohne PoE gleichspannungsfrei, so dass die Gleichspannung ein- und ausgekoppelt („unter das Signal gelegt“) werden kann, ohne die Datenübertragung zu stören. Der jeweilige Modus wird vom PSE festgelegt, die Verbraucher müssen beide Betriebsarten unterstützen; Verbraucher, die nur eine Betriebsart unterstützen, sind nicht erlaubt.
Die Normenorganisation IEEE hat die übertragbare Versorgungsleistung weiter gesteigert und unterstützt nun auch 10GBASE-T. Der Standard IEEE 802.3bt-2018 (auch 4PPoE) stellt fünf neue Leistungsstufen zur Verfügung von 40 W (Class 5) über zwei Leitungspaare bis zu 100 W (Class 8+) über alle vier Leitungspaare. Über jedes Adernpaar fließen bis zu 960 Milliampere. Damit werden neue Anwendungen ermöglicht, zum Beispiel der Betrieb leistungsstarker WLAN-Antennen und Überwachungskameras.
Die Herausforderung für die Hersteller proprietärer PoE-Lösungen bestand früher darin, Schäden an nicht PoE-fähigen Endgeräten zu vermeiden. Obwohl die Adern 4, 5, 7 und 8 bei 10BASE-T und 100BASE-TX nicht verwendet werden, bedeutet das nicht, dass es nicht doch Netzwerkkarten o. ä. gibt, bei denen die entsprechenden Pins kontaktiert sind. Wenn dort versehentlich Power over Ethernet anliegen sollte, kann dies zu irreparablen Schäden am Gerät führen. 802.3af löst dieses Problem durch ein als Resistive Power Discovery bezeichnetes Verfahren. Hierbei legt der Energieversorger zunächst mehrfach eine nur minimale Spannung auf die Adern, mit der sich im Normalfall kein Gerät beschädigen lässt. Er erkennt dabei, ob der Energieverbraucher einen Widerstand mit 25 kΩ als Erkennungsmerkmal eingebaut hat und damit PoE-fähig ist. Daraufhin wird der Verbraucher mit einer geringen Leistung versorgt und muss in weiterer Folge durch das im Standard vorgegebene Verfahren signalisieren, zu welcher von vier im Standard definierten Leistungsklassen er gehört. Erst dann erhält das Gerät die volle Leistung und kann den Betrieb aufnehmen.
| IEEE-Standard                       | PoE (802.3af-2003) | PoE Plus (802.3at-2009) | 4-paar PoE (802.3bt-2018) |
| ----------------------------------- | ------------------ | ----------------------- | ------------------------- |
| Ausgangsspannung in V (DC)          | 36–57              | 42,5–57                 | 42,5–57                   |
| Ausgangsstrom Betrieb in mA (DC)    | 350                | 600                     | 2× 960                    |
| Ausgangsstrom Startmodus in mA (DC) | 400                | 400                     | ?                         |
| Leistung der (PSE)-Versorgung in W  | max. 15,4          | max. 30                 | 45; 60; 75; 90            |
| Leistung am Endgerät (PD) in W      | max. 12,95         | max. 25,5               | 40; 51; 62; 71            |
| PSE-Klasse                          | 1; 2; 3            | 4                       | 5; 6; 7; 8                |
| unterstützte Endgeräte (PD-Type)    | 1                  | 1 und 2                 | 1; 2; 3; 4                |
| Benutzte Adernpaare                 | 2                  | 2                       | 2 und 4                   |

### Leistungseinspeisung

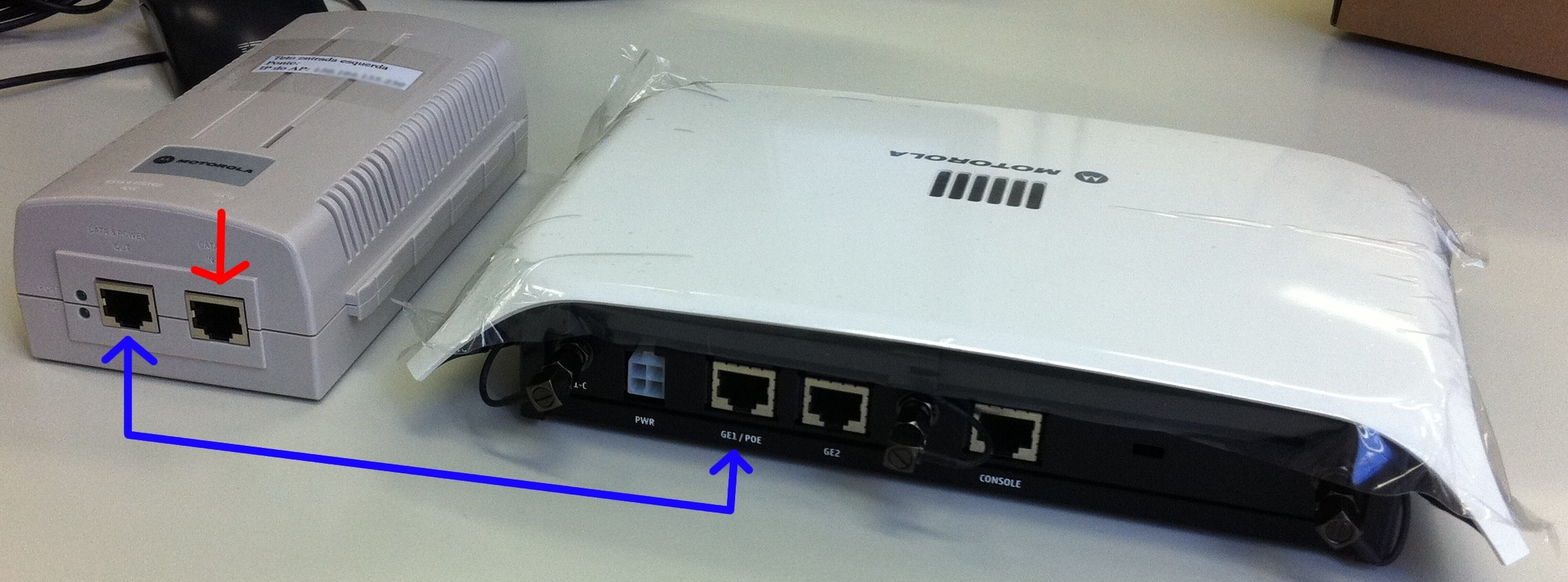
PoE-Injektor (links)

Die Einspeisung der Leistung für die zu versorgenden Geräte (PD) kann dabei durch sogenannte Endspan-Devices (z. B. Switches) oder Midspan-Devices (Einheiten zwischen Switch und Endgerät) erfolgen.
Als Midspan-Devices werden zumeist Hubs oder sogenannte PoE-Injektoren eingesetzt, die Strom auf die jeweiligen Drähte liefern. Aufgrund des zusätzlichen Platzbedarfs und der zusätzlich notwendigen Patchkabel in Verteilerschränken sind auch Patchpanels (Verteilerfelder, PoE-Patchpanel) verfügbar, die den Strom liefern. Diese ersetzen die herkömmlichen Patchpanels und belegen somit keinen zusätzlichen Platz in den Verteilerschränken. Durch entsprechende Managementsoftware können bei diesen Verteilerfeldern die einzelnen Ports stromfrei oder stromführend definiert werden.

### Aktivierungsschritte bei PoE

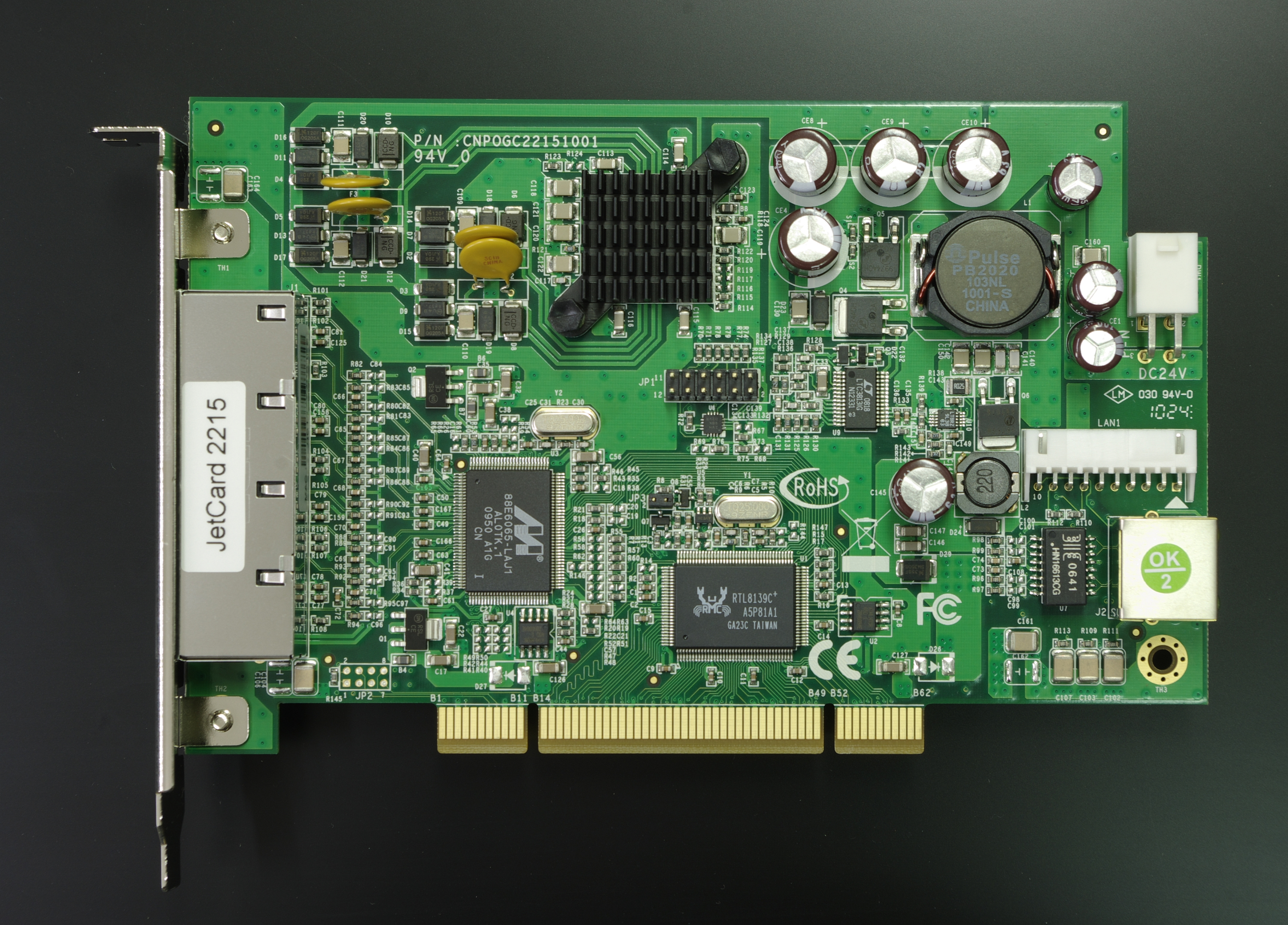
PoE-PCI-Netzwerkkarte mit aktivem
4/5-Port-Switch. Die 48 V werden
mit einem Aufwärtswandler aus den 12 V vom PC-Netzteil erzeugt.

| Schritt          | Aktion                                                                       | Zulässiger Spannungsbereich nach 802.3af |
| ---------------- | ---------------------------------------------------------------------------- | ---------------------------------------- |
| Detektion        | Feststellung ob Endgerät einen Widerstand im Bereich von 19–26,5 kΩ aufweist | 2,7–10,1 V                               |
| Klassifikation   | Messung des genauen Widerstandwertes um Leistungsklasse festzustellen        | 14,5–20,5 V                              |
| Startup          | Eigentliche Stromversorgung aktivieren                                       | >42 V                                    |
| Normaler Betrieb | Stromversorgung im Versorgungsmodus                                          | 36–57 V                                  |

### Verfügbare Leistungsklassen und Klassifizierungssignatur
| Klasse | Verfügbare Leistung am versorgten Gerät                 | Klassifizierungssignatur      | IEEE Standard |
| ------ | ------------------------------------------------------- | ----------------------------- | ------------- |
| 0      | 00,44–12,96 W (über zwei Aderpaare)                     | 00 bis 04 mA                  | 802.3af       |
| 1      | 00,44–03,84 W (über zwei Aderpaare)                     | 09 bis 12 mA                  | 802.3af       |
| 2      | 03,84–06,49 W (über zwei Aderpaare)                     | 17 bis 20 mA                  | 802.3af       |
| 3      | 06,49–12,95 W (über zwei Aderpaare)                     | 26 bis 30 mA                  | 802.3af       |
| 4      | 12,95–25,50 W (nur 802.3at/Typ 2) (über zwei Aderpaare) | 36 bis 44 mA                  | 802.3at       |
| 5      | 40 W (über vier Aderpaare)                              | 36 bis 44 mA und 1 bis 4 mA   | 802.3bt       |
| 6      | 51 W (über vier Aderpaare)                              | 36 bis 44 mA und 9 bis 12 mA  | 802.3bt       |
| 7      | 62 W (über vier Aderpaare)                              | 36 bis 44 mA und 17 bis 20 mA | 802.3bt       |
| 8      | 71,3 W (über vier Aderpaare)                            | 36 bis 44 mA und 26 bis 30 mA | 802.3bt       |

### Allgemeine Merkmale
Standards
- 802.3 af: Twisted-Pair-Kabel ab Cat-3 (auch UTP-Kabel), max. 20 Ω pro Leitungspaar
- 802.3 at: Twisted-Pair-Kabel ab Cat-5 (auch UTP), max. 12,5 Ω pro Leitungspaar
- 802.3 bt: Twisted-Pair-Kabel ab Cat-5, max. 12,5 Ω pro Leitungspaar oder 6,25 Ω für zwei Paare bei 4PPoE

Leistung
Die abgegebene Spannung liegt zwischen 44 V und 54 V (in der Regel 48 V), die Leistung bis zu 15,4 W (eingeteilt in 4 Klassen, 802.3af) bzw. 25,50 W (5 Klassen, 802.3at) bzw. 71 W (eingeteilt in drei Klassen, 802.3bt) bei Kabellänge bis zu 100 m.
Wirkungsgrad/Effizienz
Durch die geringen Leiterquerschnitte, die großen Leitungslängen und die geringe Systemspannung entsteht eine nennenswerte Verlustleistung in der Leitung, was v. a. bei Klasse-4-PD zu schlechten Systemwirkungsgraden führt.
Beispiel: bei Klasse 4 können 25,5 W am PD entnommen werden, die Leitung kann bei 100 m Länge bis zu 12 Ω Schleifenwiderstand aufweisen, und es ist ein maximaler Strom von 0,6 A zulässig. Somit entstehen im Kabel bis zu 4,32 W Verlustleistung, was einem Wirkungsgrad von ca. 83 % entspricht. Hinzu kommen die Verluste in den Netzteilen von PSE und PD.
In Summe sind Wirkungsgrade von unter 70 % nicht ungewöhnlich.
Varianten der Energieübertragung
- Mode A, auch Phantomspeisung genannt: der Strom wird über die von 10BASE-T und 100BASE-TX verwendeten Datenpaare übertragen. Bei den Übertragern wird der Mittelpunktabgriff benötigt, da über diesen die Gleichspannung vergleichbar der Phantomschaltung eingespeist wird, wodurch die differenziell übertragenen Daten von der Gleichspannung und sich ändernden Strömen entkoppelt werden.
- Mode B: der Strom wird über die von 10BASE-T und 100BASE-TX nicht verwendeten Datenpaare übertragen, deshalb wird dies auch als Spare-Pair-Speisung bezeichnet. Bei vorhandenen Übertragern wird der Mittelabgriff benötigt (dies ist bei 1000BASE-T und schneller immer der Fall) oder die Leitungen werden direkt verwendet (nicht bei 1000BASE-T und schneller).
- 4-pair Mode: der Strom wird gleichzeitig über die bei Mode A und Mode B verwendeten Paare übertragen.

Varianten der Energieversorgung
- Endspan (direkte Versorgung durch PoE-Switch)
- Midspan (Versorgung über zwischengeschaltete Quellen, Beispiel: PoE-Injektor)

### Steckerbelegung
| Pins am Hub oder Switch | Farben nach TIA-568 | Farben nach TIA-568 | 10/100 Mbit/s                                | 10/100 Mbit/s                                | 10/100 Mbit/s                                  | 10/100 Mbit/s                                  | 10/100 Mbit/s                               | 10/100 Mbit/s                               | ab 1 Gbit/s                              | ab 1 Gbit/s                              | ab 1 Gbit/s                              | ab 1 Gbit/s                              |
| Pins am Hub oder Switch | T568A               | T568B               | Alternative A (MDI), DC und Daten kombiniert | Alternative A (MDI), DC und Daten kombiniert | Alternative A (MDI-X), DC und Daten kombiniert | Alternative A (MDI-X), DC und Daten kombiniert | Alternative B, DC auf unbenutzten Leitungen | Alternative B, DC auf unbenutzten Leitungen | Alternative A, DC & bidirektionale Daten | Alternative A, DC & bidirektionale Daten | Alternative B, DC & bidirektionale Daten | Alternative B, DC & bidirektionale Daten |
| ----------------------- | ------------------- | ------------------- | -------------------------------------------- | -------------------------------------------- | ---------------------------------------------- | ---------------------------------------------- | ------------------------------------------- | ------------------------------------------- | ---------------------------------------- | ---------------------------------------- | ---------------------------------------- | ---------------------------------------- |
| Pin 1                   | weiß/grün           | weiß/orange         | Tx +                                         | DC +                                         | Tx +                                           | DC -                                           | Tx +                                        | Daten                                       | TxRx B +                                 | DC +                                     | TxRx B +                                 |                                          |
| Pin 2                   | grün                | orange              | Tx −                                         | DC +                                         | Tx -                                           | DC -                                           | Tx -                                        | Daten                                       | TxRx B −                                 | DC +                                     | TxRx B −                                 |                                          |
| Pin 3                   | weiß/orange         | weiß/grün           | Rx +                                         | DC -                                         | Rx +                                           | DC +                                           | Rx +                                        | Daten                                       | TxRx A +                                 | DC -                                     | TxRx A +                                 |                                          |
| Pin 4                   | blau                | blau                | unbenutzt                                    | unbenutzt                                    | unbenutzt                                      | unbenutzt                                      |                                             | DC +                                        | TxRx D +                                 |                                          | TxRx D +                                 | DC +                                     |
| Pin 5                   | weiß/blau           | weiß/blau           | unbenutzt                                    | unbenutzt                                    | unbenutzt                                      | unbenutzt                                      |                                             | DC +                                        | TxRx D −                                 |                                          | TxRx D −                                 | DC +                                     |
| Pin 6                   | orange              | grün                | Rx −                                         | DC -                                         | Rx -                                           | DC +                                           | Rx -                                        | Daten                                       | TxRx A −                                 | DC -                                     | TxRx A −                                 |                                          |
| Pin 7                   | weiß/braun          | weiß/braun          | unbenutzt                                    | unbenutzt                                    | unbenutzt                                      | unbenutzt                                      |                                             | DC -                                        | TxRx C +                                 |                                          | TxRx C +                                 | DC −                                     |
| Pin 8                   | braun               | braun               | unbenutzt                                    | unbenutzt                                    | unbenutzt                                      | unbenutzt                                      |                                             | DC -                                        | TxRx C −                                 |                                          | TxRx C −                                 | DC −                                     |

Abkürzungen: DC = Gleichspannung für die Stromversorgung, Tx = Senden von Daten, Rx = Empfangen von Daten

## Passive Varianten
In passiven Systemen wird eine feste Versorgungsspannung dauerhaft bereitgestellt. Es findet keine Prüfung statt, ob das angeschlossene Gerät geeignet ist oder wie viel Leistung es benötigt. Ein Anschluss an nicht mit der jeweiligen Belegung, Spannung und Leistung kompatible Geräte kann zu Schäden am Gerät, an der Stromversorgung oder der Verkabelung führen.
Es gibt einfache Adapter, die die Versorgung auf die bei 10BASE-T und 100BASE-T unbenutzten Leitungen 4–5 und 7–8 rangieren; diese Adapter sind nicht kompatibel mit 1000BASE-T und schneller.